# Monomorium antipodum
Monomorium antipodum är en myrart som beskrevs av Auguste-Henri Forel 1901. Monomorium antipodum ingår i släktet Monomorium och familjen myror. Inga underarter finns listade i Catalogue of Life.

## Bildgalleri

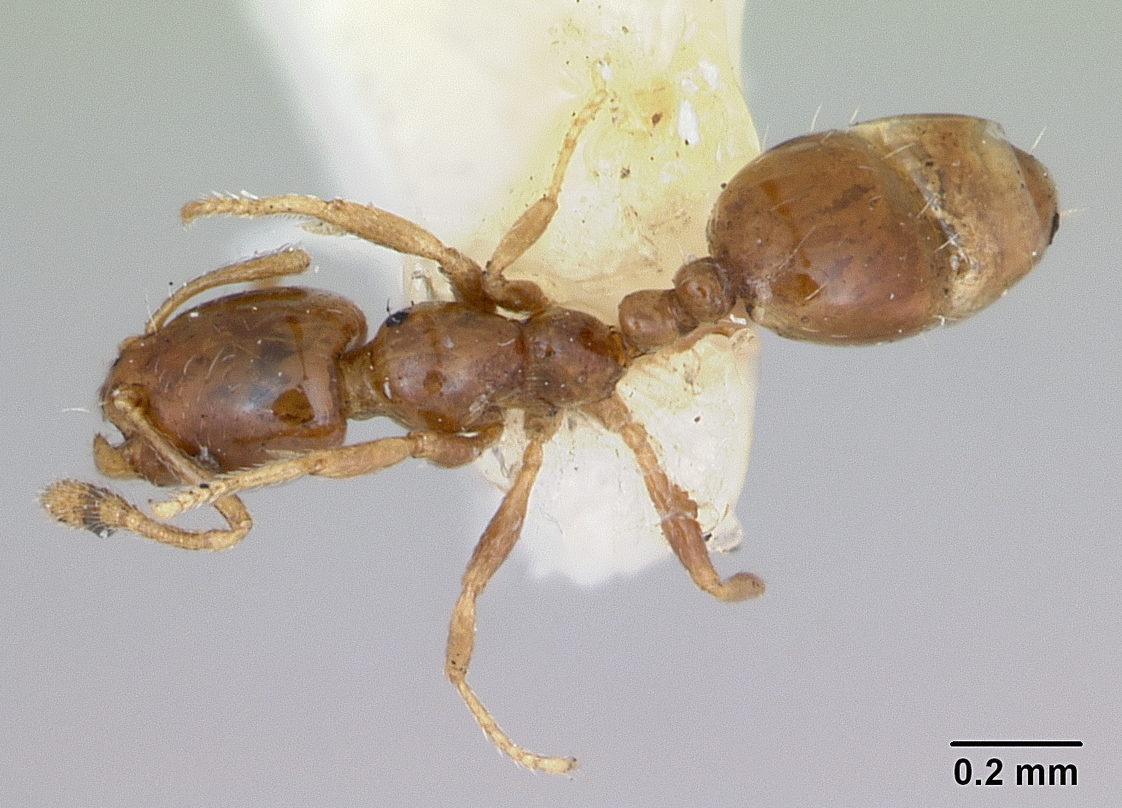
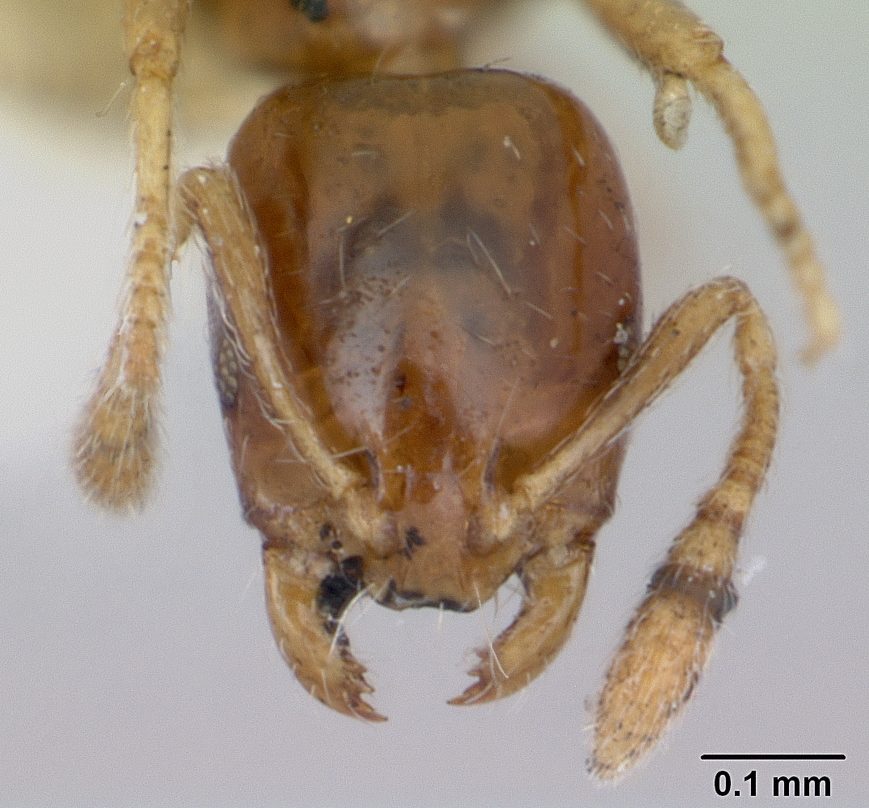
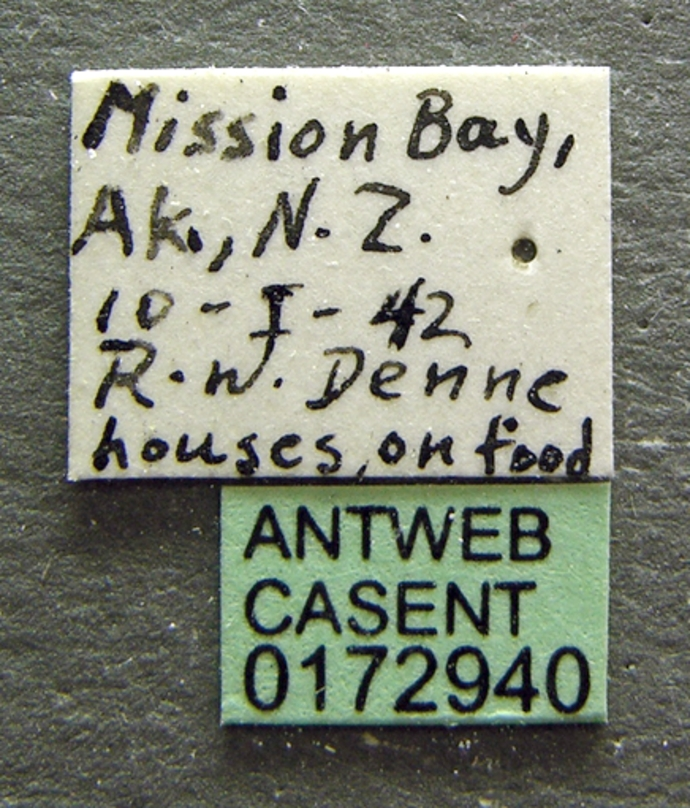
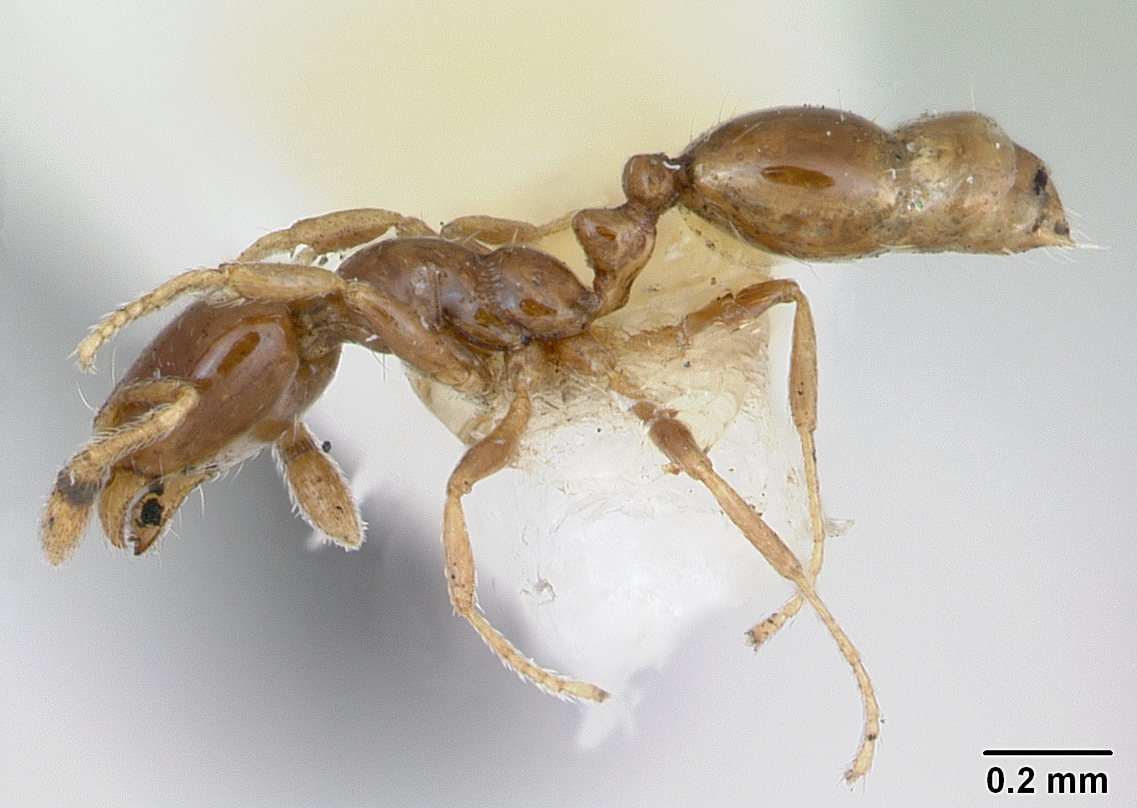
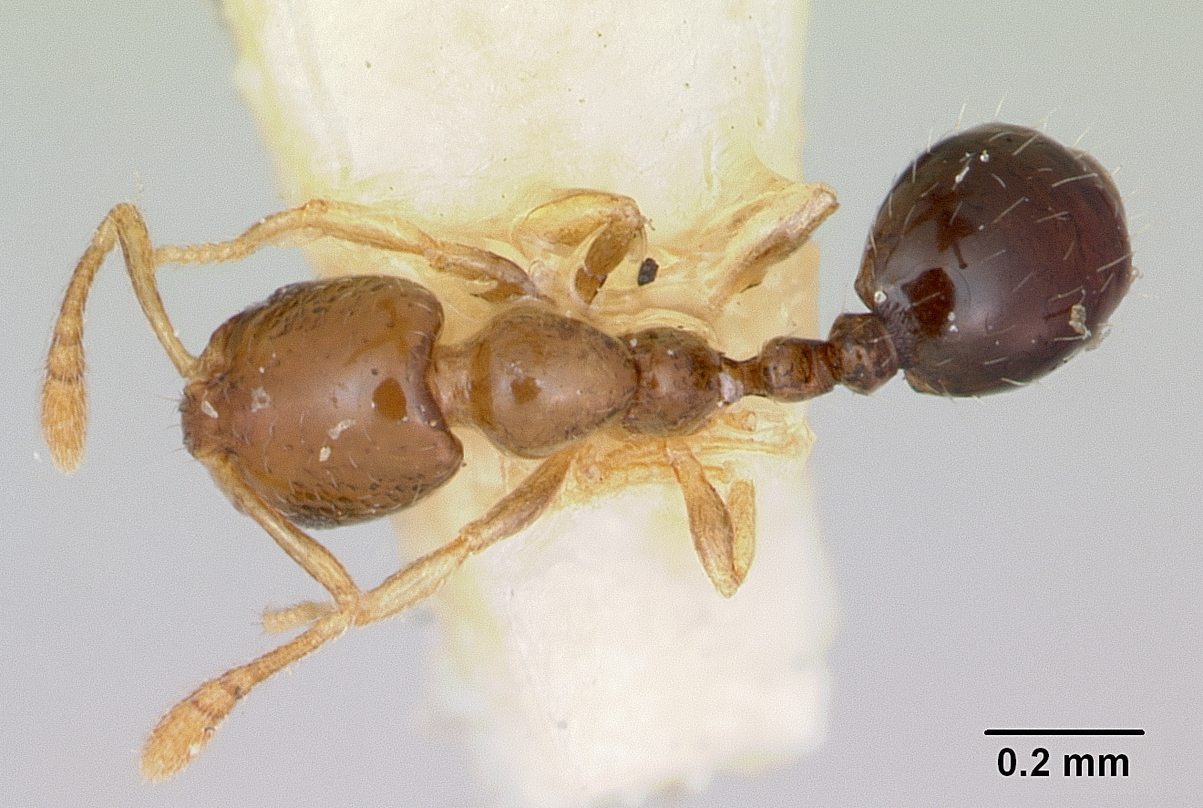
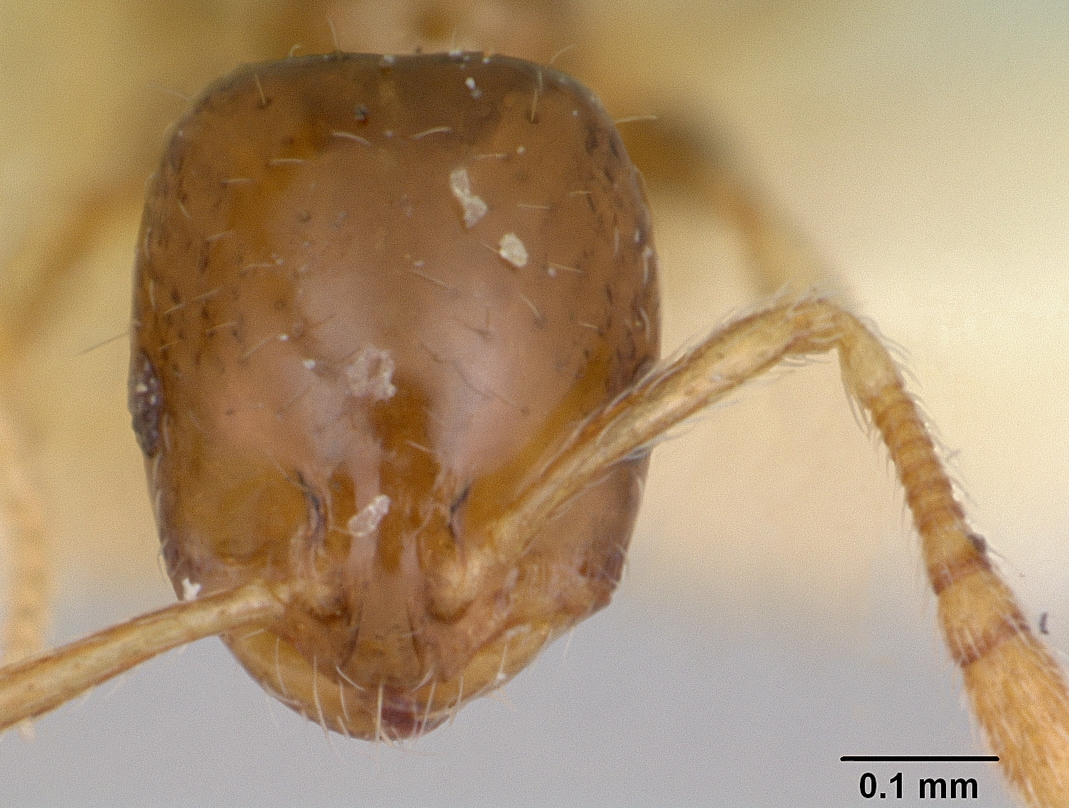